# Raymundo Gleyzer

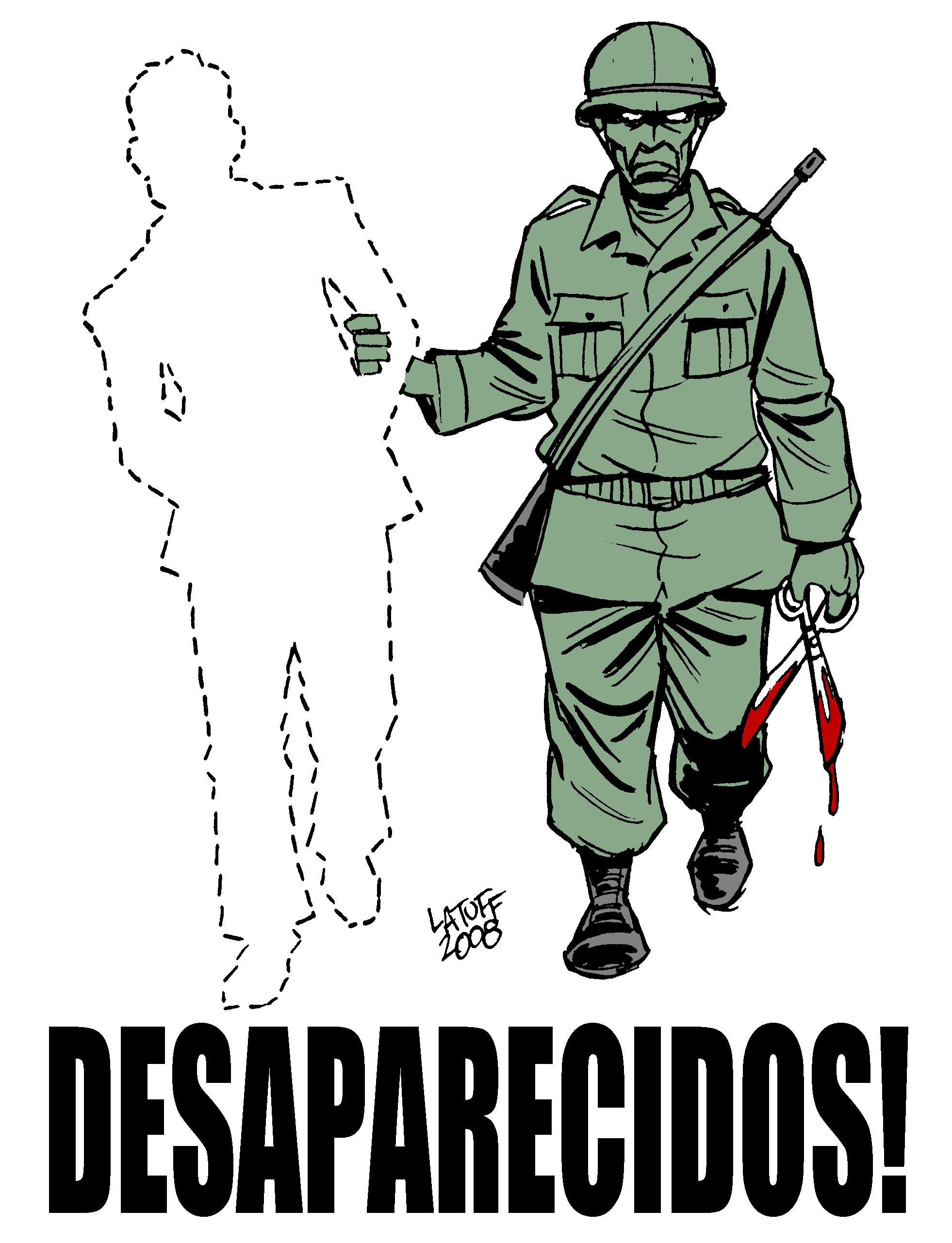

Raymundo Gleyzer (Buenos Aires, 25 de septiembre de 1941 - desaparecido durante la última dictadura militar argentina el 27 de mayo de 1976) fue un crítico y director de cine argentino. Se especializaba en el género documental, aunque dirigió largometrajes de ficción, y también realizó actividades como periodista. Fue detenido-desaparecido durante la última dictadura cívico-militar argentina. Luego del regreso de la democracia en 1983, su obra fue redescubierta por nuevas generaciones de cineastas. Su film de 1973 Los traidores es actualmente considerado como una obra de culto.

## Biografía
Gleyzer nació en la Ciudad de Buenos Aires el 25 de septiembre de 1941, hijo de Jacobo Gleyzer (un inmigrante ruso ucraniano) y Sara Aijen (originalmente Sara Aijenbom), y hermano de Greta.

### Formación y trayectoria
A los 20 años Gleyzer dejó la Facultad de Ciencias Económicas donde estaba estudiando y se inscribió en la de cine en La Plata. Tras pasar por la Escuela Superior de cine de la Universidad Nacional de La Plata, comenzó con sus primeros trabajos fílmicos. En 1964 realizó La tierra quema, un documental que narra la miseria de los campesinos en el noroeste de Brasil. Posteriormente realizó el mediometraje Ocurrido en Hualfin o Sucedió en Hualfin (1966) junto con Jorge Prelorán.
A partir de 1965 inició otra etapa, marcada por su trabajo en noticieros (Canal 7 y Telenoche por Canal 13, ambos de Buenos Aires). Fue el primer camarógrafo argentino que filmó en las Islas Malvinas, desde donde produjo en 1966 una serie documental sobre vida cotidiana en las islas, para Telenoche, programa conducido en ese entonces por Mónica Cahen D'Anvers y Andrés Percivale, de ahí se desprende su documental Nuestras Islas Malvinas. Igualmente, fue el primero en enviar informes fílmicos y reportajes sobre el trabajo en la zafra del azúcar en Cuba, para emisión en la televisión argentina en 1970.

### México, la revolución congelada
Gleyzer consiguió en 1970 el permiso y el apoyo del por entonces secretario de la Gobernación y candidato a Presidente Luis Echeverría -que estaba en su campaña política- para la filmación. Cuando el mismo, que había asumido la presidencia el 1 de diciembre de 1970 advirtió al estrenarse el filme que no era el elogio a la "revolución hecha institución" que esperaba sino una feroz crítica a un ideal traicionado, se enfureció y mediante su embajador en Buenos Aires exigió y consiguió que el gobierno argentino prohibiera el documental, que solo duró un día en cartelera, en tanto en México su prohibición hizo que el filme recién se exhibiera en 2007.
El filme es un análisis de la realidad sociopolítica de México, dentro del contexto histórico de la Revolución Mexicana, que termina con la masacre en la Plaza de Tlatelolco en 1968. Se utilizaron material de archivo de la década de 1910, entrevistas con personas de diversa condición, incluyendo campesinos, políticos, intelectuales, sindicalistas, etc. También se muestran escenas de la vida de una familia indígena en Chiapas, con sus rituales religiosos, sus cultivos, juicios y escuelas bilingües.
El cineasta mexicano Paul Leduc, muy joven entonces, hizo de productor, fixer, asesor y chofer. En Nueva York estaba William Susman, hombre de cine y productor, que había integrado la Brigada Lincoln que peleó por la República durante la guerra civil española. Como camarógrafo el director llamó a su maestro Humberto Ríos, fallecido el 8 de noviembre de 2014, su esposa la antropóloga María Vera hizo la investigación y Sapire el sonido.
Gleyzer encantó a Echeverría, quien le otorgó todas las facilidades para grabar  sus aparatosas giras de campaña, le dio un sitio a su lado en su autobús e inclusive le prestó un helicóptero, ignorando cual era el guion del más puro corte guevarista que aquel tenía en mente. 
El consejero de la embajada mexicana en Argentina dijo: 

”todo lo que se dice en la película es verídico y cierto. Lo que pasa es que hace que México se vea mal".

Para La Jornada el filme: 

”[...] es un típico producto de las izquierdas de los 70, panfletario, apasionado, no tan riguroso con los datos históricos. Habla de la "atomización" de la izquierda mexicana pero no menciona que en ese México sus organizaciones estaban proscritas y casi todos sus líderes estaban en prisión… El viaje al sureste es un momento luminoso en el documental. El equipo filma la mano de obra semiesclava de las haciendas yucatecas, que habla de su vida cotidiana…. una hacendada …dice… que "sólo" posee 14 haciendas, de las más de 30 que alguna vez tuvo su familia…."¿Y que tal sus trabajadores?", pregunta Gleyzer en off. "Algo flojitos", responde la señora mientras se mece en su silla, ajena al destino que tienen sus palabras. "Ahí les pagamos para que no se mueran de hambre".

Manrupe y Portela escriben:

”Con la carga ideológica de la época en que fue realizado, este film de montaje, el primero de Gleyzer, profetiza la crisis de Chiapas de los ’90, en una de las raras veces que el cine argentino se ha acercado a un tema social extranjero.”

El filme fue galardonado con el Premio Leopardo de Oro en el Festival Internacional de Cine de Locarno, Suiza, de 1971 y el Premio al Mejor Documental en el Festival Internacional de Cine de Adelaida, Australia.

### Grupo Cine de la Base
A nivel personal continuó su formación como marxista, se alejó en forma definitiva del Partido Comunista Argentino y comenzó a militar en el PRT (Partido Revolucionario de los Trabajadores). Casado con Juana Sapire, tuvieron un hijo, Diego.
Como fruto de este cambio, creó el grupo "Cine de la Base" junto a sus amigos militantes, usando la cámara como un arma de combate. Es así que realizó, ya desde la clandestinidad, los mediometrajes Swift y Ni olvido ni perdón, la Masacre de Trelew con material de archivo sobre la trágica masacre, y una nota a los líderes de Montoneros, ERP y FAR realizada por la televisión chubutense que no se exhibió en medios de comunicación en esa época.
En 1973 filmó Los traidores, que narra la historia de un sindicalista que pasa de ser un delegado que se preocupaba por la suerte de sus trabajadores a un burócrata que termina siendo el vocero de los intereses de la patronal, a partir de su excelente capacidad tanto para la negociación como para la simulación. El personaje al que hace obvia referencia Gleyzer es José Ignacio Rucci, secretario general de la CGT en aquella época, asesinado por guerrilleros el 25 de septiembre de 1973 y lo retrata con su bigote y el automóvil Torino blanco característico.

### Últimos años y desaparición forzada
Gleyzer fue un artista incansable que buscó mostrar al mundo los flagelos que sufren los habitantes de América Latina. Con el grupo "Cine de la Base", organizó y proyectó sus filmes en barrios, escuelas, universidades y fábricas. Sus películas, que tenían que ser filmadas y estrenadas clandestinamente, lo pusieron en la mira de la Alianza Anticomunista Argentina, creada por José López Rega, y el entonces comisario general de la Policía Federal Argentina, Alberto Villar durante el gobierno interino de Raúl Lastiri, en 1973.
Con la dictadura instalada y a raíz de la persecución, el grupo "Cine de la Base" —desmembrado y expulsado al exilio— realizó desde Perú Las AAA son las tres Armas, un cortometraje con fragmentos de la "Carta abierta de un escritor a la Junta Militar", escrita por Rodolfo Walsh.
En 1976 realizó por razones de trabajo un viaje a Nueva York y como la filmación se demoraba Gleyzer decidió volver a Argentina, donde fue secuestrado el 27 de mayo de 1976 por la dictadura militar que derrocó a María Estela Martínez de Perón en la puerta del Sindicato Cinematográfico Argentino (SICA) y permanece desaparecido hasta hoy.

## Legado
El cortometraje Las AAA son las tres Armas fue galardonado con una Mención Especial en la categoría de Documental en la Primera Edición del Festival Internacional del Nuevo Cine Latinoamericano de La Habana (Cuba), en 1979.
La obra de Gleyzer forma parte de la historia del cine documental fundacional. Prueba de ello es la multilaureada México: La Revolución Congelada, que finalmente en 1972 pudo ser estrenada en Argentina. Las copias originales de Los traidores tuvieron que ser sacadas del país y volvieron mucho después de la instauración de la democracia en 1983.

Nosotros no hacemos films para morir, sino para vivir, para vivir mejor. Y si se nos va la vida en ello, vendrán otros que continuarán.
Raymundo Gleyzer, 1974

El premiado film documental Raymundo (2003), de los directores Ernesto Ardito y Virna Molina, es un homenaje a su memoria.

## Filmografía

### Director
- La tierra quema  (cortometraje documental) (1964)
- Ocurrido en Hualfín (documental) (1965)
- Pictografías del Cerro Colorado (1965)
- Ceramiqueros de tras la sierra (cortometraje documental) (1965)
- Elinda del Valle  (cortometraje documental) (1969)
- Swift 1971 (documental)  (1971)
- Ni olvido ni perdón: 1972, la masacre de Trelew (cortometraje documental) (1972)
- Santa Teresita, ciudad balnearia (1973)
- México, la revolución congelada (documental) (1973)
- Los traidores (1973)
- Me matan si no trabajo y si trabajo me matan: La huelga obrera en la fábrica INSUD (documental) (1974)

### Guionista
- La tierra quema  (cortometraje documental) (1964)
- Ocurrido en Hualfín (documental) (1965)
- Ceramiqueros de tras la sierra (cortometraje documental) (1965)
- México, la revolución congelada (documental) (1973)
- Los traidores (1973)

### Montaje
- La tierra quema  (cortometraje documental) (1964)
- Ocurrido en Hualfín (documental) (1965)
- Ceramiqueros de tras la sierra (cortometraje documental) (1965)
- Los traidores (1973)

### Director de fotografía
- Ocurrido en Hualfín  (documental) (1965)
- El otro oficio   (cortometraje documental) (1967)

### Como el mismo
- Fuego eterno   (cortometraje documental) (voz) (2012)